# Тот, кого заказали
Кто такой Клетис Таут? (на русскоязычных видеосайтах «Тот, кого заказали») — фильм- трагикомедия 2002 года. Главные роли исполнили Кристиан Слейтер, Ричард Дрейфус, Порша де Росси, Ру Пол и Тим Аллен. В фильме рассказывается о том, как преступники хотят вернуть бриллианты, которые были украдены и впоследствии спрятаны более 20 лет назад, и попадают на ложного человека.

## Сюжет
Рассказ фильма происходит преимущественно в воспоминаниях. Действие начинается в квартире, где убийца, Критический Джим, держит пленника, которого, как он считает, зовут Клетис Таут, и держит его под прицелом, но на самом деле это Финч. Поскольку Критический Джим любит фильмы в жанре нуар и другие классические фильмы (например, «Касабланку» и «Завтрак у Тиффани»), он готов выслушать историю Финча, если он сумеет рассказать её как незавершенный фильм, соблюдая законы жанра. Финч подчиняется, и объясняет, как его приняли за некоего Клетиса Таута.
Финч случайно оказался в одной тюрьме с Майкой Тобайасом, который более 20 лет назад украл бриллианты с Нью-Йоркской бриллиантовой биржи, совершив трюк с переодеванием в клоуна (в этом эпизоде есть парафраза на известный фильм «Ограбление» с участием Ж. К. Бельмондо), затем спрятал их и вскоре попал в тюрьму. С помощью Финча Майке удается сбежать, и они получают новые документы с помощью коронера (доктора Севиана), который был должником Финча за прошлую услугу.
Проблема в том, что новая личность Финча — это Клетис Таут, фотожурналист, которому удалось снять, как сын члена мафии душит шлюху. Глава мафии приказал своим людям убить Таута (так коронер узнал о личности Финча), но когда Финч идет в квартиру Таута, чтобы найти его паспорт, сосед вызывает полицию, которая сообщает главе мафии, что Клетис Таут ещё жив.
После того, как Майка встретился со своей теперь уже взрослой дочерью Тэсс, его случайно убивают люди, посланные убить Клетиса. Перед смертью Майка заставляет Финча пообещать следить за его дочерью, и таким образом между Тессом и Финчем начинаются непростые отношения, когда они ищут бриллианты.
Тем временем глава мафии решает привлечь профессионального убийцу, потому связывается с Критическим Джимом, чтобы завершить работу. Самого же Критического Джима больше интересует, чем закончится история Финча — в частности, сможет ли он в конце концов помириться с Тесс, чтобы история завершилась голливудским хеппи-эндом.

## В ролях
- Кристиан Слейтер — Тревор Аллен Финч
- Ричард Дрейфус — Майка Тобайас
- Тим Аллен — Критический Джим
- Порша де Росси — Тесс Доннелли
- Ру Пол — Джинджер Маркум, сосед Таута
- Билли Коннолли — доктор Севиан
- Питер Макнейл — детектив Трипп
- Билл Макдональд — детектив Делани
- Тим Прогош — молодой Майка Тобайаас
- Ричард Шеволло — детектив Хорст
- Элиас Зару — детектив Рафферти
- Шон Дойл — Кроу Голлотти
- Тони Наппо — Файфа
- Дэнни Лима — настоящий Клетис Таут
- Коринн Дженнер — проститутка, которую убивает мафиозо

## Выпуск и реакция
Премьера фильма была запланирована на Международном кинофестивале в Торонто середине сентября 2001 года, но показ был отменен из-за нападений 11 сентября . Фильм был отложен почти год, наконец-то появился в июле-августе 2002 года только в 18 кинотеатрах. Фильм был кассовым провалом, собрав 252 706 долларов при бюджете в 9 миллионов долларов.
На сайте Rotten Tomatoes фильм получил 23 % рейтинга на основе рецензий 53 критиков. Отзыв критиков был в целом отрицательный